# Gare de Champagné
Gare de Champagné – stacja kolejowa w Champagné, w departamencie Sarthe, w regionie Kraj Loary, we Francji. Jest zarządzana przez SNCF (budynek dworca) i przez RFF (infrastruktura). 
Stacja jest obsługiwana przez pociągi TER Pays de la Loire. 

## Położenie
Znajduje się na linii Paryż – Brest, w km 199,637, między stacjami Saint-Mars-la-Brière i Le Mans, na wysokości 65 m n.p.m.

## Linie kolejowe
- Paryż – Brest